# Obstacle taxonomique
L’« obstacle taxonomique » désigne les lacunes constatées dans les connaissances taxonomiques et la pénurie croissante de taxonomistes et d'outils libres et ouverts, ainsi que de conservateurs dans ce domaine. Ce manque fait « obstacle » à la poursuite de l'inventaire du vivant, ainsi qu'aux mises à jour rapides de la classification (des espèces et autres taxons) et par suite à la protection de la biodiversité. Cette expression est utilisée dans le monde des sciences et en particulier de la taxonomie et de la biodiversité, mais aussi par l'ONU. C'est la traduction de l'expression anglophone « taxonomic impediment ».
Pour pallier cette lacune, certains auteurs ont récemment imaginé combiner sur le Web et à partir de l'ADN et de manière automatisée trois approches : 1°) une cyberstructure taxonomique unifiée, 2°) le barcoding moléculaire automatisé de l'ADN, et 3°) la phylogénie moléculaire. Cet objectif est, selon de nombreux systématiciens, irréaliste, voire dangereux et trompeur (une « triple myopie » selon Carvalho et al.). Une telle approche pourrait augmenter le nombre d'espèces décrites, mais avec des erreurs (car ne tenant pas compte du fait que des entités biologiques peuvent être non-monophylétiques). Certains taxonomistes estiment qu'une « taxonomie de l'ADN » ne peut pas remplacer les classifications par la morphologie.

## Définition internationale
Pour l’ONU, cette expression désigne « les lacunes constatées dans les connaissances taxonomiques (notamment en matière de systèmes génétiques), la pénurie de taxonomistes et de conservateurs compétents » mais aussi « l'impact de ces insuffisances sur notre capacité de gérer et d’utiliser la diversité biologique de notre environnement ».

## Histoire du concept
Un manque futur (relativement aux besoins croissants) de gens formés à la taxonomie est annoncé (sous d’autres noms) depuis plusieurs décennies. Il l'a principalement été par des enseignants universitaires (botanistes et entomologistes, notamment) à la suite du non-renouvellement de postes et de la suppression progressive de budgets, de laboratoires et de chaires universitaires consacrés à ce domaine scientifique. 
Les Nations unies ont officiellement reconnu le problème de l'« obstacle taxonomique » lors de la 2nde réunion de la Conférence des Parties de la Convention sur la diversité biologique. Il a été présenté comme un frein à la mise en œuvre de la Convention, et traité dans un point de l’ordre du jour intitulé « Examen préliminaire des éléments constitutifs de la diversité biologique particulièrement menacés et mesures qu’il est possible de prendre dans le cadre de la Convention ».  Cet ordre du jour faisait suite à une recommandation de l'organe scientifique de la convention qui soulignait « la nécessité d’analyser les méthodologies de recensement, de détermination des caractéristiques et de classification de la diversité biologique et de ses éléments constitutifs, afin d’identifier les méthodes appropriées aux différentes conditions de disponibilité d’information et les moyens d’en renforcer l’efficacité ». La Conférence des Parties a alors demandé à son organe scientifique d’évaluer les besoins nationaux en matière de taxonomie, de proposer des mesures correctrices, sur la base des études disponibles et des initiatives en cours, avec consigne d’adopter « une interprétation plus pragmatique de la taxonomie en l’associant à la prospection biologique et la recherche écologique sur la conservation et l'utilisation durable de la diversité biologique et de ses éléments constitutifs ». 
En 2012, malgré l'implication des muséums et de quelques ONG et instances internationales (ex : Association of Systematics Collections, Systematics Agenda 2000, ETI), cet obstacle persiste. Il a été identifié à Nagoya comme l'une des causes de l'échec de l'objectif de 2010.

## Contexte

### Contexte de crise multiple
Alors que (et parce que) des pans entiers de la biodiversité semblent s’effondrer, touchant maintenant aussi les espèces dites « banales » ou « ordinaires » et parce que les études d’impacts sont devenues obligatoires pour les grands projets, la demande en information environnementale, taxonomique notamment augmente.

Dans les mêmes temps, les priorités budgétaires et en termes de création de postes ont favorisé d'autres domaines, plus rentables ou plus attrayants pour les grandes écoles et universités. La crise de 2008 semble avoir freiné les engagements financiers annoncés lors des sommets successifs consacrés à la biodiversité.

Dans certains pays, l'accès aux milieux naturels et à certaines autorisations de travail in situ ou d'exportation de « matériel biologique » (spécimens, échantillons d'ADN) est rendu difficile par des conflits violents ou des tensions politiques, sociales, économiques, militaires...

### Les difficultés d'enseignement et de formation
La taxonomie est une science complexe. Elle demande souvent un long apprentissage ; il faut 10 à 15 ans (voire beaucoup plus quand il s'agit de groupes taxonomiques difficiles ou nouveaux taxa) pour former un bon taxonomiste. Dans la plupart des domaines, les spécialistes sont rares et/ou âgés.

Dans les décennies 1980 et 1990, des espoirs et perspectives techniques encourageantes ont été ouverts par l'apparition de nouveaux outils (« Taxonomie de l'ADN », bioinformatique, analyse génétique, barcoding moléculaire, clés informatiques de détermination, etc.). On a même pu rêver d'une possible évolution vers une automatisation de l'identification et/ou de la classification automatique d'espèces. 
Mais ces outils ne sont pas toujours accessibles. Certains semblent finalement, à ce jour, plus aptes à faciliter la découverte d'espèces que leur classification précise, et ils présentent certaines limites,,,. 

Depuis son apparition, la biologie moléculaire a été fortement soutenue, au détriment de la biologie comparative et de la formation de systématiciens et de naturalistes experts.

De plus, une partie du travail des taxonomistes semble être rendue plus difficile par des changements globaux rapides (Ex : déplacement d'aires de répartition d'espèces, en mer par exemple ; développement d'espèces envahissantes (ou potentiellement envahissantes), de variants mutants de pathogènes, de plantes ou de microorganismes...).
La taxonomie évolue sans cesse, impliquant une mise à jour régulière des connaissances et des bases de données.

## Demandeurs et bénéficiaires
Ce sont notamment :
- des collectivités et la communauté internationale (dont les Nations unies, via ses conventions et actions concernant la biodiversité) ;
- des scientifiques (dont écologues mais pas seulement) ;
- des gestionnaires et conservateurs de milieux naturels ;
- des décideurs confrontés à des choix qui pourraient affecter la biodiversité ;
- des citoyens ;
- les législateurs ;
- des industriels souhaitant exploiter, voire breveter les ressources génétiques ;
- des médecins et épidémiologistes travaillant sur les maladies émergentes et les vecteurs biologiques de maladies (zoonoses notamment).

## Recommandations scientifiques faites à l’ONU
À la fin des années 1990, une première propositions internationale majeure a été l’Initiative taxonomique mondiale, assortie d’une demande explicite d’appui par le Fonds pour l'environnement mondial pour notamment renforcer les capacités en taxonomie des pays en développement ; pour la « mise en œuvre de l’article 7 de la Convention ».

La conférence des parties en a adopté le principe en novembre 1996 (lors de sa 3e réunion) et a demandé à son organe scientifique de la conseiller sur les mesures scientifiques et technologiques à prendre, et de faire de nouvelles propositions de produits finaux, d’outils ou d’instruments.
Les scientifiques mandatés par l'ONU ont recommandé une démarche cohérente et multiéchelle : 

-  internationale (sous l’égide du secrétariat de la Convention, invité à coordonner le travail et à veiller à la compatibilité, l’harmonisation et l’examen des mesures prises par les différentes Parties (Il existe notamment un besoin d'interopérabilité des bases de données) ;

-  nationales (sous l’égide des États parties) ;

-  régionales/sous-régionales (sur la base de priorités taxonomiques nationales, à établir par les États avec la communauté scientifique) ;
Les institutions existantes de taxonomie, les donateurs, le PNUE, l’OCDE et le Fonds pour l’environnement étaient invités à apporter leurs compétences et des financements. 
La conférence des parties a demandé à son organe scientifique de préparer un « plan d’action » et un calendrier ainsi que des moyens d’évaluation, s’appuyant sur « des produits, outils ou instruments clés » tels que : 
- « Administrateur de programme au sein du Secrétariat, chargé de développer plus avant l’Initiative taxonomique mondiale » ;
- « Mise en place d’une infrastructure appropriée pour les collections biologiques nationales » ;
- « Partenariat entre les institutions des pays développés et des pays en développement afin de promouvoir la collaboration scientifique et la rationalisation des infrastructures, sous la forme notamment de programmes de formation » ;
- « Niveaux convenus à l'échelle internationale pour la conservation des collections » ;
- « Programmes de formation à différents niveaux d’enseignement et emploi continu pour les stagiaires » ;
- « Utilisation optimale des systèmes d’information dans les institutions taxonomiques » ;
- « Inclusion de mesures de développement des capacités taxonomiques dans les rapports nationaux » ;
- « Établissement et maintien de mécanismes efficaces pour l’attribution d’appellations constantes des taxa biologiques » ;
- « Mise sur pied d’un Centre informatique mondial de la diversité biologique » ;
- « Établissement, de la Convention, de protocoles et de stratégies afin de coordonner l’accès aux informations taxonomiques contenues dans les collections et leur diffusion » ;
- « Établissement et mise à jour, par le mécanisme du centre d’échange, de répertoires de taxonomistes et de leurs domaines d’expertise en recherche et en identification » ;
- « Stabilité financière et administrative des institutions responsables des inventaires de la diversité biologique et des activités taxonomiques » ;
- « Création de consortia pour diriger les projets régionaux » ;
- « Identification des centres de qualité, situés à différents emplacements géographiques, pouvant fournir des programmes de formation » ;
- « Appui au financement international de bourses d’étude pour la formation de spécialistes » ;
- « Programmes pour la formation de recyclage d’administrateurs compétents dans les domaines de la taxonomie » ;
- « Méthodes de formation appropriées, répondant expressément aux besoins » ;
- « Renforcement des capacités de gestion d’entreprise des administrateurs d’institutions sur la diversité biologique » ;
- « Établissement, mise à jour et accessibilité sur Internet des registres nationaux de taxonomistes actifs, de domaines d’expertise et de descriptions de collections » ;
- « Évaluation des priorités taxonomiques nationales et établissement des priorités taxonomiques régionales ».

La conférence des parties a aussi proposé : 
- de promouvoir la sensibilisation et de l’éducation de tous « afin d’assurer un niveau élevé d’acceptation par le public du rôle et des avantages de la taxonomie dans les principaux éléments de la Convention » ;
- « l’intégration de systèmes taxonomiques autochtones et traditionnels dans la structure des connaissances taxonomiques) » ;
- de créer des outils de diffusion d’information taxonomique avec « le plus vaste rayonnement possible (ex: clés pour l’identification des organismes; flores régionales; bases de données) sous divers médias, notamment la mise à la disposition des pays d’origine des renseignements figurant dans les collections » ;
- d’appuyer la taxonomie dont dans les pays en développement par la « création et/ou le renforcement d’infrastructures appropriées (…) des programmes de formation propres à faciliter la collaboration régionale et à stimuler les partenariats entre les institutions des pays en développement et celles des pays développés »[20].

Durant cette même période, 
- Un projet de « Centre mondial d’information sur la diversité biologique » était proposé par le Sous-groupe sur « l’informatique de la biodiversité »  du Forum Mégascience de l’OCDE, mais non directement soutenu par l’ONU qui semblait lui préférer comme point de départ la « création d’un répertoire des espèces du monde reposant sur des liaisons avec les bases de données taxonomiques mondiales faisant intervenir tous les organismes (ex: Species 2000 et autres) » ;
- des scientifiques publiaient la « Déclaration de Darwin » pour la « suppression de l’obstacle taxonomique ».
- un groupe de travail de DIVERSITAS sur la recherche scientifique (pour appliquer les articles 7, 8, 9, 10 et 14 de la Convention sur la diversité biologique) soutenait la même idée ;
- DIVERSITAS, soutenait peu après le projet d’Initiative taxonomique mondiale : « “The Global Taxonomic Initiative : shortening the distance between discovery and delivery” ; Raccourcir les distances entre la découverte et l’exécution ».

## Initiatives
En dépit du soutien moral et formel du secrétariat de la Convention sur la diversité biologique et du fait que les parties ont reconnu que les manques de moyens et d’experts en taxonomie étaient un réel frein à la connaissance et à la protection de la biodiversité, peu de progrès concrets semblent avoir été faits, notamment en termes de financements.
Certaines initiatives ont été prises, souvent dans le cadre de la convention sur la biodiversité de l’ONU , avec un programme de travail voté en 2002, dont l'initiative dite « Global Taxonomic Initiative » (GTI). 
Le Sommet mondial de Johannesburg (2002) a réinsisté sur l'importance de la GTI si l'on voulait significativement réduire le taux de perte de  biodiversité en 2010 (c'était l'objectif international de l'ONU, qui a échoué), mais les quelques efforts faits n'ont pas suffi à répondre au problème, ni à vraiment lancer l'initiative GTI. 
Des initiatives gouvernementales ou nationales existent. Par exemple, le portail web du Muséum d'histoire naturelle de Londres contient une introduction aux ressources taxonomiques Introduction aux ressources taxonomiques avec un index des noms de plantes supérieures, une base de données sur les fourmis base de données sur les fourmis et une base de données phylogéniques (http://tolweb.org/tree). Les États-Unis ont soutenu « Species 2000 » et un Système d'information taxonomique intégré dit "« Integrated Taxonomic Information System »" . En France, un Inventaire national du patrimoine naturel (INPN) est mis en place sous l’égide du Muséum national d'histoire naturelle. Des initiatives citoyennes et collaboratives comme Tela botanica dans les pays francophones ou Wikispecies dans le monde entier, sous l’égide de la fondation Wikimedia, sont d'autres exemples d'initiatives cherchant à aider les taxonomistes, en partie à leur initiative.

### L'initiative taxonomique mondiale (ITM ou GTI)
Elle vise à construire un réseau international, s’appuyant sur des points focaux nationaux dans chacun des États de la Conférence des Parties. Bien qu’en Mars 2006, la Conférence des Parties ait à nouveau instamment prié les Parties et les gouvernements de le faire, beaucoup de gouvernements (les 2/3 en 2012) n’ont toujours pas créé de point focal pour la GTI (par défaut le contact est alors le point focal national pour la Convention).
Rôles des Points focaux nationaux GTI  :
- Établir des liens et faciliter l'échange d'informations pour faire progresser la mise en œuvre de la GTI au niveau national;
- Répondre aux demandes d'entrées dans la GTI;
- Communiquer et collaborer avec d'autres points focaux nationaux pour faciliter la mise en œuvre de la GTI du niveau sous-régional au niveau mondial, en passant par le niveau régional;
- Collaborer avec d'autres au niveau national les points focaux de la Convention et des correspondants d'autres conventions liées à la biodiversité afin de faciliter la mise en œuvre et l'intégration de la GTI au niveau national.

### Autres exemples
Le projet BioNET-INTERNATIONAL est mandaté pour mettre en place des mécanismes durables permettant aux  pays en développement (qui sont pour certains, et de loin, les plus riches en biodiversité) à surmonter l'« obstacle taxonomique » en devenant « indépendant en taxonomie ».
Une liste détaillée des actions proposées par les centres nationaux de l'Initiative taxonomique mondiale focaux vers la mise en œuvre du programme de travail pour la GTI a été développée par le mécanisme de coordination de l'Initiative et transmis aux Parties en 2004 dans la notification 2004-073.

## Enjeux
Dans un contexte d'effondrement de la biodiversité, la question se pose de savoir comment organiser et présenter les collections des muséums et quelles espèces sauver en priorité quand toutes ne peuvent l'être. On demande alors à la systématique et à l'écologie de fournir des outils pour répondre à cette question. Les systématiciens sont appelés à identifier les zones critiques d'endémisme et d'autres critères de priorisation pour la protection et la gestion restauratoire d'habitats. De plus, l'exploration taxonomique du Vivant nécessite des appellations uniformes et constantes (avec mise à jour « universelle ») des taxa biologiques dans le monde et donc des principes et critères partagés pour l’établissement d’une telle classification.
Paradoxalement, alors que cette demande technique, et de manière générale l'intérêt du public et des élus pour la biodiversité semblent fortement augmenter, la science traditionnelle de la taxonomie continue à être de moins en moins enseignée dans les universités.
À ce jour, les taxonomistes ont décrit plus de 1,8 million d'espèces mais, en réalité, seule une faible part de la biodiversité a été inventoriée (il y aurait encore entre 30 et 100 millions d'espèces à décrire). De plus, ce sont probablement les taxa les plus facilement accessible ou les plus facile à décrire qui ont été travaillés ; les plus grandes contributions à la science de la taxonomie seraient donc à venir.  
Enfin, « la plupart des taxonomistes travaillent dans les pays riches et industrialisés, qui ont généralement un biote moins diversifié que ceux des autres pays (tropicaux, et en développement) ».
Pour l’ONU (et pour l'UICN qui se présente comme un « important utilisateur final de la taxonomie », notamment pour la production des listes rouges d'espèces menacées), et pour de nombreux experts du domaine, il est nécessaire et urgent d’associer synergiquement des outils, programmes et moyens de formation, un transfert de savoirs, de savoir-faire et de technologie (analyse génomique notamment) vers les nouvelles générations et les pays économiquement moins riches. Il faut aussi mutualiser l’information considérée comme « bien commun » dans une base de données internationale et multilingue, accessible en temps opportun.

### Accès aux nouveaux outils
Des outils nouveaux, issus de la génomique et de la biologie moléculaire, permettent maintenant d'identifier plus rapidement de nouveaux sous-groupes taxonomiques et de préciser ou réviser la classification de certaines espèces. Ainsi, le barcoding génétique est souvent présenté comme l’un des nouveaux outils prometteurs pour résoudre une partie de l'« obstacle taxonomique ». Mais l'accès à ces outils est très inégal, les marqueurs disponibles ne concernant que certains groupes taxonomiques, et requièrent des compétences scientifiques particulières (en génétique et bioinformatique), qui diffèrent de celles qui étaient traditionnellement enseignées aux taxonomistes. 
Peu de taxonomistes des pays dits « en développement » ont accès à ces nouveaux outils (souvent réservés à des activités jugées plus lucratives ou rentables à court terme, alors que c'est justement souvent dans ces pays que sont les points chauds de biodiversité et qu'elle régresse maintenant le plus rapidement). 
Un accès libre, égal et gratuit à cette information est donc souhaité par l'ONU et revendiqué par de nombreux scientifiques, qui la considèrent comme un bien commun, nécessaire à la connaissance et à la protection des espèces et des ressources génétiques. C'est aussi l'un des moyens de réduire l'obstacle taxonomique et de favoriser une taxonomie plus collaborative. La gratuité est cependant discutée par certains pays. Ainsi, les délégués de l'Algérie, du Canada, et du Brésil en 2010 à Nagoya ont préféré parler de « partage de l’information » plutôt que de « gratuité ». Le débat est complexe, car associant des arguments très différents, les uns craignant qu'offrir gratuitement (c'est-à-dire avec financement de la collectivité ou du mécénat) à tous cette information puisse aider des entreprises à s'approprier (dont par le brevetage) une partie du vivant sans en faire profiter les pays et communautés autochtones ayant jusqu'ici su protéger leur patrimoine, alors que d'autres semblent vouloir se réserver la possibilité de revendre ou exploiter commercialement cette information. D'autres encore pourraient y voir un moyen de financer l'effort en taxonomie. Un risque est d'aggraver et pérenniser une situation d'injustice et d'inégalité écologique face aux ressources génétiques, pour lesquelles l'ONU appelle à une gouvernance internationale, dans le cadre notamment de la Convention sur la diversité biologique et du Protocole de Carthagène.

### Besoins matériels et de formation
Depuis 1992, année du Sommet de la Terre de Rio de Janeiro, une attention croissante a été portée aux moyens de rendre le patrimoine d'informations taxonomiques plus accessible à tous, mais en oubliant que les taxonomistes ont également des besoins pour développer leur science et inventorier des milieux moins accessibles (jungles, déserts, fonds marins et masses d'eaux marines ; douces et saumâtres, canopées, sols et sous-sol de la planète, etc.). 

Les muséums et quelques organismes internationaux ont fait des efforts pour vulgariser, partager et ouvrir leur information, leurs collections, mais les avantages associés à une plus grande facilité d'accès (p. ex via le programme Global Biodiversity Information Facility (GBIF), Wikispecies ou l’Encyclopédie de la vie) resteront sérieusement limités tant que cette information ne pourra pas être rapidement et scientifiquement éprouvée, ou tant que cette information restera inaccessible aux populations locales, comme c’est le cas encore dans environ les trois quarts de la planète.
Une partie de la bioprospection du patrimoine génétique forestier (en forêt tropicale notamment) a été faite ou cofinancée ou financée par des entreprises privées qui voudront sans doute conserver ces données pour les valoriser financièrement. La longue durée des brevets peut les encourager à conserver pendant plusieurs décennies ces informations pour elles seules.
De nombreux acteurs expriment une demande forte voire urgente pour une quantité et qualité croissante d’information taxonomique, notamment pour les espèces marines et tropicales, les espèces du sol, les espèces extrêmophiles, les espèces dites « utiles » (auxiliaires de l’agriculture et de la sylviculture), les espèces susceptibles d’être les plus vulnérables aux changements globaux, dont au dérèglement climatique, ou encore les agents pathogènes ou susceptibles de le devenir. 
Être en mesure d’inventorier les taxons déjà décrits et les nouvelles espèces est une nécessité pour dresser l’inventaire du vivant, mais aussi pour restaurer, protéger et gérer les habitats naturels, les espèces menacées, et conserver et utiliser de manière soutenable une biodiversité de plus en plus considérée comme patrimoine mondial et bien commun.

## Causes
Les causes de l'obstacle taxonomique sont souvent attribuées à :
- un recul des financements et soutiens aux formations universitaires portant sur la taxonomie (depuis le milieu du XXe siècle) ;
- une perte de perspectives pour la biologie évolutionniste dans les années 1930 et 40 au profit des sciences de la génétique et de la biologie moléculaire ;
- un certain dénigrement de la taxonomie traditionnelle qui a renforcé son sous-financement.

On fait valoir que certaines initiatives visant à contourner le goulot d'étranglement du manque d’experts en taxonomie continuent d'attirer des fonds, sans toutefois résoudre les causes du problème. Les sciences participatives peuvent modestement aider les taxonomistes, mais le travail des non-experts, même  éclairés, est rapidement limité par la complexité du travail.
En Allemagne, dans le cadre du Réseau de recherche allemand sur la Biodiversité (Nefo) et pour tenter de remédier au manque de formation et de perspectives de carrière pour les jeunes taxonomistes, le Musée d'Histoire Naturelle de Berlin et l'Université de Potsdam ont conduit une étude financée par le Ministère fédéral de l'enseignement et de la recherche (BMBF). Cette discipline manque de reconnaissance et devrait se mieux faire connaître, estime Christoph Häuser, copilote de l’étude et porte-parole allemand de la GTI. Cette étude propose notamment de plus systématiquement titulariser les jeunes professeurs dans cette discipline et d’ouvrir des ateliers de découverte pour les jeunes, dès l’école primaire.